# Vähä-Ytter
Vähä-Ytter är en ö i Finland. Den ligger i Bottenhavet och i kommunen Nystad i den ekonomiska regionen  Nystadsregionen i landskapet Egentliga Finland, i den sydvästra delen av landet. Ön ligger omkring 70 kilometer nordväst om Åbo och omkring 210 kilometer väster om Helsingfors.
Öns area är 28,8 hektar och dess största längd är 0,8 kilometer i öst-västlig riktning. Ön höjer sig omkring 10 meter över havsytan.